# 6296 Cleveland
Cleveland (asteróide 6296) é um asteróide da cintura principal, a 1,7735924 UA. Possui uma excentricidade de 0,0620503 e um período orbital de 949,75 dias (2,6 anos).
Cleveland tem uma velocidade orbital média de 21,65985848 km/s e uma inclinação de 27,05648º.
Este asteróide foi descoberto em 12 de Julho de 1988 por Eleanor Helin.